# Huaquillas
Huaquillas este un oraș din Ecuador de 45.027 locuitori. Huaquillas se află la granița cu Peru. Un pod internațional construit peste râul Zarumilla leagă Huaquillas cu orașul peruan Aguas Verdes. 